# Popes Bambusotter
Popes Bambusotter (Trimeresurus popeiorum, Syn.: Popeia popeiorum Malhotra & Thorpe, 2004), auch Popes Lanzenotter, ist eine giftige Schlangenart aus der Unterfamilie der Grubenottern (Crotalinae). Das Art-Epitheton popeiorum wurde zu Ehren des amerikanischen Herpetologen Clifford H. Pope (1899–1974) und seiner Frau Sarah H. Pope vergeben.

## Verbreitungsgebiet
Das Verbreitungsgebiet von Popes Bambusotter reicht von Indien über Bangladesch, Myanmar, Thailand, Laos, Kambodscha bis Vietnam und umfasst auch die Malaiische Halbinsel, Singapur, Borneo, Sumatra und die Mentawai-Inseln. Außerdem kommt sie auf den zu Indien gehörenden Inselgruppen Andamanen und Nikobaren im Golf von Bengalen vor.

## Merkmale
Popes Bambusotter kann eine Gesamtlänge von 80 cm erreichen. Die stark gekielten Schuppen auf dem Rücken sind in 21, selten auch in 23 Reihen angeordnet. Die Anzahl der Bauchschuppen beträgt 155 bis 169, die Anzahl der immer geteilten Subcaudalia liegt bei 52 bis 76. Die Analschuppe ist ungeteilt. Vor dem Auge findet sich drei Präoculare, dahinter zwei Postocularia. Über dem Auge liegen 11 bis 13 Supraocularia, darunter ein schmales Suboculare. Die Anzahl der Oberlippenschilde (Supralabialia) liegt bei neun bis elf, wobei das erste vom Nasenschild durch eine kleine Bindegewebszone getrennt ist, das zweite an das Grubenorgan grenzt aber keines der Oberlippenschilde das Auge berührt. Die Anzahl der Unterlippenschilde (Infralabialia) liegt bei 12 bis 14.
Die Schlange ist auf der Rückenseite und an den Flanken einfarbig grün gefärbt. Der Bauch ist ebenfalls grün aber heller oder sogar weißlich. Am Übergang von Bauchseite zu den Körperseiten befindet sich ein schmaler Ventrolateralstreifen, der unten orange oder braun ist und oben weißlich. Der Ventrolateralstreifen umfasst die äußerste Schuppenreihe und einen Teil der zweiten Reihe. Der bei ausgewachsenen Exemplaren etwa 17 cm lange Schwanz ist rötlichbraun. Jungtiere zeigen dieselben Farben wie ausgewachsene Schlangen.
Von Stejnegers Bambusotter (Trimeresurus stejnegeri) kann Popes Bambusotter lediglich durch die Morphologie des Hemipenis unterschieden werden, von Trimeresurus yunnanensis durch die höhere Anzahl von Rückenschuppenreihen (21 vs. 19).

## Lebensweise
Popes Bambusotter kommt in Bergwäldern für gewöhnlich erst ab einer Höhe von 800 Metern vor. Meist lebt die Art in der Nähe von Gewässern. Die Bisse von Popes Bambusotter führen zu starken Schwellungen, sind sehr schmerzhaft aber nur selten tödlich. Sie ist lebendgebärend und ein Weibchen gebiert im Durchschnitt zehn Jungschlangen, die dann eine Länge von 18 bis 20 cm haben.